# Fritz Bélizaire
Pour les articles homonymes, voir Bélizaire.
Fritz Bélizaire, né à Cap-Haïtien, est un homme politique haïtien.

## Biographie
Originaire du Cap-Haïtien, il poursuit ses études à Port-au-Prince, où il intègre l'Institut supérieur technique d'Haïti, d'où il sort diplômé comme ingénieur civil.
Il commence sa carrière professionnelle au ministère des Travaux publics, des Transports et de la Communication (MTPTC) avant de représenter celui-ci à la Centrale autonome métropolitaine d'eau potable (CAMEP) et au Fonds d'assistance économique et sociale (FAES). Il devient ensuite directeur départemental de l’Ouest, puis Coordonnateur des directions départementales en 2002
Il est ministre des Sports en 2006,.
Le 30 avril 2024, Edgard Leblanc Fils est élu président du Conseil présidentiel de transition et Fritz Bélizaire est désigné Premier ministre de transition. Bélizaire est décrit comme « peu connu » par l'Associated Press au moment de sa nomination au poste de Premier ministre.
Ainsi, Edgard Leblanc Fils est devenu président du Conseil présidentiel sans qu'une élection n'ait lieu, sa nomination a à la place été approuvée par quatre membres sur les sept votants, qui forment ainsi un pôle majoritaire. Celui-ci se compose de Smith Augustin, Emmanuel Vertilaire, Louis Gérald Gilles et Edgard Leblanc Fils. Le pôle minoritaire, composé de Leslie Voltaire, Fritz Jean et Laurent St-Cyr, reconnaît la validité de la désignation de Leblanc Fils mais s'oppose au choix du Premier ministre,. Par ailleurs, Fanmi Lavalas menace de se retirer du Conseil présidentiel. Le 2 mai, le Conseil présidentiel retire sa candidature.
Le 17 mai, dans le cadre d'un appel à candidatures du 13 au 17 mai, le Conseil présidentiel de transition annonce avoir reçu plus de 80 candidatures au poste de Premier ministre. Parmi les candidats, l'ancien Premier ministre Garry Conille, Fritz Bélizaire, l'ancien ministre de l'Intérieur Paul Antoine Bien-Aimé, les anciens ministres de la Justice Michel Brunache et Lucmane Délile, ainsi que Jean Hector Anacacis, Gérald Germain, Inel Torchon, Alix Didier Fils-Aimé, et Jean-Rodolphe Joazile. La candidature de Conille est finalement retenue le 29 mai.